# Ċensu Tabone

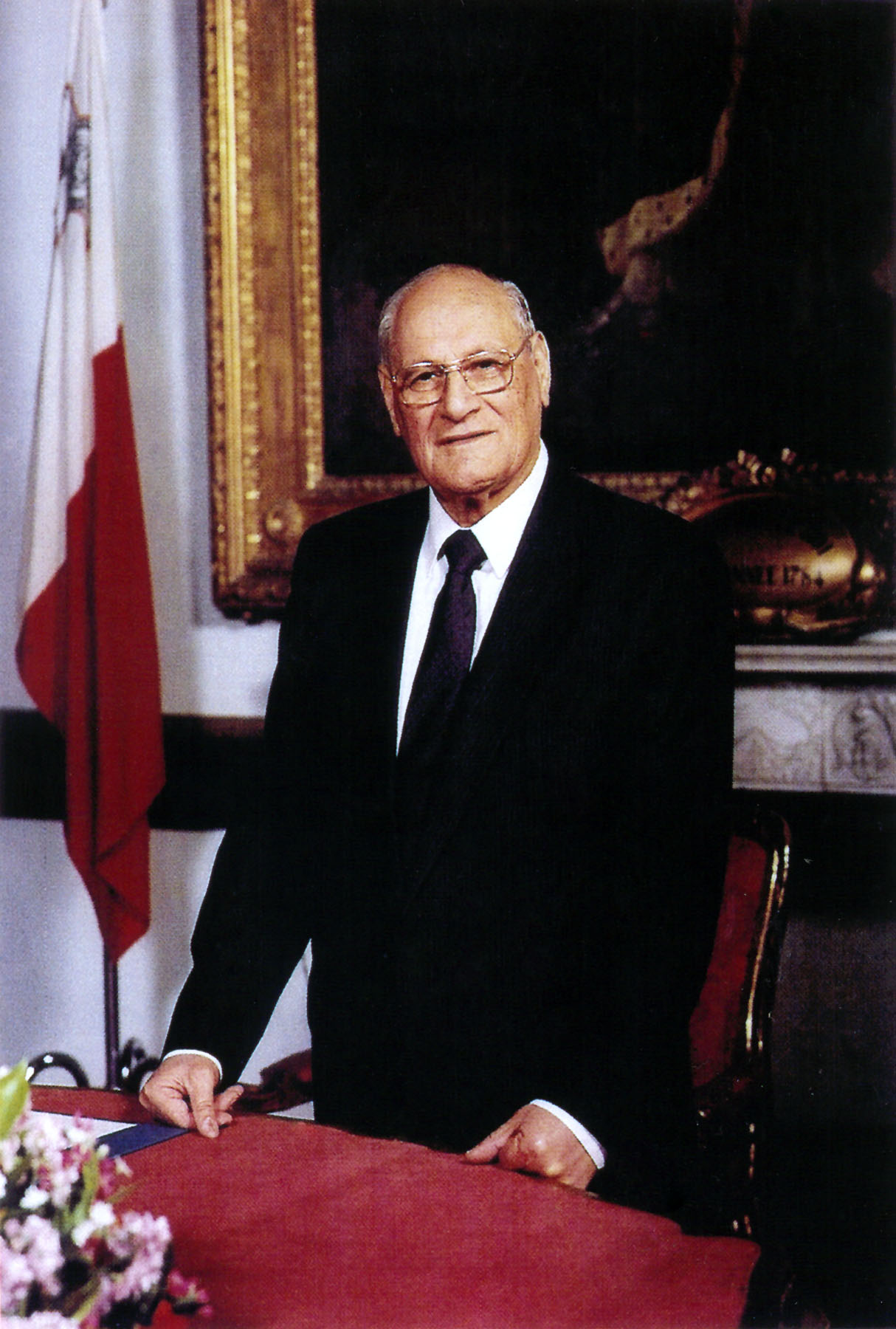
Ċensu Tabone

Vincent „Ċensu“ Tabone (* 30. März 1913 in Victoria, Gozo; † 14. März 2012 in San Ġiljan, Northern Harbour) war ein maltesischer Politiker und von 1989 bis 1994 Staatspräsident seines Landes.

## Karriere

### Studium und international angesehener Facharzt
Ċensu Tabone schloss sein Studium der Pharmazie an der Universität Malta 1933 ab. Daran anschließend folgte dort ein Studium der Medizin, das er 1937 als Doctor of Medicine (M.D.) beendete. Während des Zweiten Weltkriegs diente Dr. Tabone als Regimentsarzt in der Royal Malta Artillery und später als Augenarzt im Militärkrankenhaus von Mtarfa.
Nach dem Krieg beendete er 1946 seine Facharztstudien als Augenarzt mit einem Diplom in Ophthalmologie der University of Oxford. Zudem erhielt ein Diplom in Augenmedizin und Augenchirurgie des Royal College of Surgeons. Dieses berief ihn bereits zwei Jahre später zum Gastwissenschaftler (Fellow). 1953 erwarb er zudem einen Doktortitel in Medizinrecht (D.M.J.) der Society of Apothecaries of London.
Nach seiner Rückkehr nach Malta arbeitete er über mehrere Jahre als Augenarzt in verschiedenen Krankenhäusern Maltas. Darüber hinaus war er über viele Jahre für die WHO als Experte für Bindehautenzündungen tätig. In dieser Funktion bereiste er unter anderem Taiwan, Indonesien und den Irak. Ferner war er 1954 Gründer und mehrere Jahre Präsident der Medizinischen Vereinigung.
Von 1957 an war er schließlich Mitglied der medizinischen Fakultät der University of Malta und Dozent für Klinische Augenheilkunde.

### Politische Laufbahn

#### Ämter in der Nationalist Party
Seit Anfang der 1960er Jahre war Tabone zugleich politisch aktiv. Nachdem er 1961 Mitglied des Exekutivkomitees der Nationalist Party (NP) wurde, wurde er bereits 1962 Generalsekretär der NP unter dem damaligen Vorsitzenden Ġorġ Borg Olivier. Dieses Amt behielt er bis zu seiner Wahl zum Ersten Stellvertretenden Vorsitzenden der NP 1972. Von 1977 bis August 1985 war er schließlich Präsident des Exekutivkomitees der NP. Zugleich war er von 1978 bis 1987 Sprecher der NP für Auswärtige Angelegenheiten.

#### Abgeordneter und Minister
Tabone kandidierte 1962 erstmals erfolglos für die Wahl in das Parlament. Von 1966 bis 1989 war er Abgeordneter des Repräsentantenhauses und vertrat als solcher die Wahlkreise von Msida, San Ġiljan, Sliema und Gżira.
1966 berief ihn Premierminister Borg Olivier zum Minister für Arbeit, Beschäftigung und Wohlfahrt. In dieser Funktion machte er bereits 1968 bei den Vereinten Nationen auf die Probleme einer älter werdenden Weltbevölkerung aufmerksam. Zwanzig Jahre später wurde 1988 das UN-Institute on Ageing in Malta gegründet. Das Ministeramt verlor er allerdings nach der Wahlniederlage der NP gegen die Malta Labour Party (MLP) im Juni 1971.
Nach dem Wahlsieg der NP im Mai 1987 berief ihn Premierminister Edward Fenech Adami zum Außenminister. In dieser Funktion machte Tabone im September 1988 erneut bei der UNO-Versammlung auf die Probleme des Klimawandels aufmerksam. Innerhalb von drei Monaten wurde daraufhin eine UN-Resolution zur Verringerung des CO2-Ausstoßes verabschiedet. Am 16. März 1989 gab er seinen Rücktritt als Außenminister bekannt.

#### Mitglied des Europarates
Von 1973 an war Ċensu Tabone zugleich Mitglied der Versammlung des Europarates. In dieser Funktion war er über viele Jahre Mitglied der dortigen Ausschüsse für Politische Angelegenheiten sowie für Gesundheit und Soziale Angelegenheiten. Zuletzt war er Vorsitzender des Ausschusses für Nichtmitgliedstaaten der Europäischen Gemeinschaften.

#### Präsident der Republik Malta
Am 4. April 1989 wurde Tabone als Nachfolger des amtierenden Präsidenten Paul Xuereb zum neuen Präsidenten der Republik Malta gewählt. Dieses Amt behielt er bis zum Ende der fünfjährigen Amtszeit und der Ablösung durch Ugo Mifsud Bonniċi am 4. April 1994.

## Auszeichnungen
Ċensu Tabone erhielt eine Vielzahl von Auszeichnungen und Ehrendoktorwürden, u. a.:
- Großkreuz des Verdienstordens der Bundesrepublik Deutschland.
- 1995: Collane des Päpstlichen Piusordens[3]
- Großkreuz mit Ordenskette des Verdienstordens der Italienischen Republik